# Otto Maya
Otto Maya (Erie, Pennsilvània, 1876 - 1930) fou un ciclista estatunidenc, professional des del 1899 fins al 1902. Va destacar en les primeres edicions de les curses de sis dies.

## Palmarès
- 1901
  - 1r als Sis dies de Boston (amb Fred Bowler)
- 1902
  - 1r als Sis dies de Boston (amb Floyd McFarland)
  - 1r als Sis dies de Filadèlfia (amb Howard Freeman)